# 国鉄タサ3300形貨車
国鉄タサ3300形貨車（こくてつタサ3300がたかしゃ）は、かつて日本国有鉄道（国鉄）に在籍した私有貨車（タンク車）である。

## 概要
本形式は、希硝酸専用の20t 積タンク車として1950年（昭和25年）11月22日に3両（コタサ3300 - コタサ3302）、1958年（昭和33年）2月22日に1両（コタサ3303）の合計2ロット4両が若松車輌、三菱重工業の2社で製作された。
記号番号表記は特殊標記符号「コ」（全長 12 m 以下）を前置し「コタサ」と標記する。
本形式の他に希硝酸を専用種別とする形式には、タ2100形（2両）、タム2100形（24両）、タム5500形（4両）、タキ8100形（54両）、タキ10700形（60両）、タキ10950形（1両）、タキ12050形（1両）の7形式があった。
落成時の所有者は、三井化学工業（現在の三井化学）、三菱化成工業（現在の三菱化学）の2社であった。
ステンレス鋼（SUS304）製のタンク体を持ち荷役方式は、タンク上部のマンホールからの上入れ、液出管と空気管使用による上出し方式である。液出管と空気管はS字管を装備している。
車体色は銀色、全長は8,600mm - 10,390mm、、台車中心間距離は4,500mm - 6,292mm、実容積は14.5m3-16.0m3、自重は13.2t - 19.8t、換算両数は積車3.5、空車1.4であり、台車は台車はアーチバー式のTR20､ベッテンドルフ式のTR41C、TR41D-4である。
1977年（昭和52年）7月20日に最後まで在籍した1両（コタサ3303）が廃車となり同時に形式消滅となった。